# ダリク
ダリクは、古代ペルシアの金貨。ダルクとも表記する。旧約聖書に登場する最古の通貨の一種である。
ダレイオス（ダリヨス）1世によって初めて鋳造されたので、「ダレイオス金貨」・「ダリヨス金貨」とも呼ばれる。主に傭兵への報酬の支払いに使われていた。金8.4-8.5グラムである。